# Kanton Bouxwiller
Kanton Bouxwiller (fr. Canton de Bouxwiller) je francouzský kanton v departementu Bas-Rhin v regionu Grand Est. Tvoří ho 55 obcí. Před reformou kantonů 2014 ho tvořilo 19 obcí.

## Obce kantonu
od roku 2015:
| - Alteckendorf - Berstett - Bosselshausen - Bossendorf - Bouxwiller - Buswiller - Dingsheim - Dossenheim-Kochersberg - Duntzenheim - Durningen - Ettendorf - Fessenheim-le-Bas - Furdenheim - Geiswiller - Gougenheim - Grassendorf - Griesheim-sur-Souffel - Handschuheim - Hochfelden | - Hohfrankenheim - Hurtigheim - Ingenheim - Issenhausen - Ittenheim - Kienheim - Kirrwiller - Kuttolsheim - Lixhausen - Melsheim - Minversheim - Mutzenhouse - Neugartheim-Ittlenheim - Obermodern-Zutzendorf - Obersoultzbach - Pfulgriesheim - Quatzenheim - Ringeldorf | - Ringendorf - Rohr - Schaffhouse-sur-Zorn - Schalkendorf - Scherlenheim - Schnersheim - Schwindratzheim - Stutzheim-Offenheim - Truchtersheim - Uttwiller - Waltenheim-sur-Zorn - Wickersheim-Wilshausen - Willgottheim - Wilwisheim - Wingersheim-les-Quatre-Bans - Wintzenheim-Kochersberg - Wiwersheim - Zœbersdorf |

před rokem 2015:
- Bischholtz
- Bosselshausen
- Bouxwiller
- Buswiller
- Dossenheim-sur-Zinsel
- Ingwiller
- Kirrwiller
- Menchhoffen
- Mulhausen
- Neuwiller-lès-Saverne
- Niedermodern
- Niedersoultzbach
- Obermodern-Zutzendorf
- Obersoultzbach
- Pfaffenhoffen
- Schalkendorf
- Schillersdorf
- Uttwiller
- Weinbourg